# 月尾異齒鰋
月尾異齒鰋，為輻鰭魚綱鯰形目鮡科的其中一種，為亞熱帶淡水魚類，分布於亞洲泰國Nan河流域，體長可達6.2公分，棲息在岩石底質、流動快速的溪流底層水域，生活習性不明。

## 扩展阅读
維基物種上的相關：月尾異齒鰋